# Джордж Линкълн Рокуел
Джордж Линкълн Рокуел (на английски: George Lincoln Rockwell) е бивш капитан от американските военноморски сили и основател на Американската нацистка партия. Рокуел е основна фигура в Националсоциалистическото движение в следвоенна Америка. Неговите идеи и писания оказват огромно влияние върху белите националисти и неонацисти днес.

## Биография
Джордж Линкълн Рокуел е роден на 9 март 1918 година в град Блумингтън, щата Илинойс, САЩ. Отначало е искал да стане успешен рекламен художник, и печели първа награда в национален конкурс за Фондацията за борба с рака, но Втората световна война променя неговите планове завинаги. Записвайки се като доброволец в Американската флота, още преди официално Америка да влезне във войната, той става военноморски пилот. На него, заедно с милиони други американци им бива внушавано, че Адолф Хитлер се готви да събори Статуята на Свободата. След края на войната той получава медали за изпълнението на бойния си дълг срещу немските подводници и при избухването на Корейската война той отново се записва, издигайки се до чин Капитан. По-късно бива изпратен в Исландия и по време на престоя си там той се среща бъдещата си съпруга, през 50-те години на 20 век се жени.
След края на Втората световна война, Рокуел постепенно осъзнава че Бялата цивилизация все повече върви към упадък, противодействието на който той открива в „Моята борба“ на Адолф Хитлер. Така той придобва съзнанието за своята мисия – да спаси Бялата раса, като основава Американската нацистка партия.
По думи на Рокуел през 1958 година, Американският народ е все още прекалено самодоволен и апатичен за да се извърши Бяла революция. Бунтовете на негрите, икономическият хаос, културното разлагане и ерата на Виетнамското предателство на 60-те са пред тях. И въпреки апатията на белите и „хартиената завеса“, както Рокуел нарича еврейският бойкот в новинарските медии, неговият активизъм успява да направи националсоциализма видим за масата от бели хора.
Когато започват шумни демонстрации на негри през работническите квартали на белите американци, намирайки се на върха на общото недоволство срещу насилствената интеграция, Капитан Рокуел изнася речи пред големи множества от неговите събратя белите американци, като за първи път го обсипват с благодарност. „С евреите е свършено през седемдесет и втора! (The Jews are Through in '72!)“ е един от популярните лозунги на това време, който изразява големите тогавашни надежди Рокуел за стане Президент на Съединените американски щати през настоящите избори.